# Masvingo United FC
Masvingo United Football Club is een Zimbabwaanse voetbalclub uit de stad Masvingo. De club werd opgericht in 1997. In mei 2010 verandererde het zijn naam Zimanzi Masvingo.

## Palmares
- Beker van Zimbabwe

Winnaar (2) : 2002, 2005
- Zimbabwean Independence Trophy

Winnaar (2) : 2006,2007
- OK Woza Bhora

Winnaar (1) : 2005

## Bekende (ex-)spelers
- Isaac Banda
- Isaac Chapura
- Pardon Chinungwa
- Tembo Chuma "Chokri"
- Godfrey Dondo "Mai Mahofa"
- Nkulumo Donga
- Tafadzwa Dube
- Clarkson Dzimbiri
- Simbarashe Gate
- Taurai Gogwe
- Muzondiwa Gonese
- Itayi Gwandu
- Lloyd Hlahla "Hitman"
- Takunda Jaricha
- Musareka Jenitala
- Ovidy Karuru
- Tapiwa Kumbuyani
- George Magariro
- Milton Makopa
- Misheck Makota
- Shadreck Malunga
- Taurai Mangwiro
- Jokonia Manoti
- Cyprian Muchabaya
- Ackim Muganyi
- David Mukandawire
- Betserai Mukute
- Progress Musepa
- David Mutale
- Ferdinand Mwachindalo
- Merciful Ncube
- Malvern Nyakabangwe
- Isaac Nyausaru
- Asmin Rupanga
- Lazarus Sithole
- Wonder Sithole
- Norman Togara
- Chipo Tsodzo
- Robson Tswaki
- Tawanda Usher
- Martin Vengesayi
- Moses Williams
- Johnson Zimbabwe
- Douglas Zimbango